# Partido Nacionalista Coreano
O Partido Nacionalista da Coréia foi um partido politico da Coréia do Sul de curta duração fundado por Yun Chi-young em 1948 e baseado no Tridemismo.
O Partido participou das eleições na Coréia do Sul de 1950, 1954 e 1956. Sendo considerado a oposição em todas e perdendo-as. O Partido foi dissolvido formalmente em Fevereiro de 1958.